# Aleksandra Jarmolińska
Aleksandra Jarmolińska (* 6. September 1990 in Warschau) ist eine polnische Sportschützin und Informatikerin.

## Leben
Jarmolińska studierte Informatik in Warschau. Sie trainiert für die Mannschaft CWKS Legia Warschau. Jarmolińska nahm an den Olympischen Sommerspielen 2016 teil und erreichte den 12. Platz. Bei den Olympischen Sommerspielen 2020 erreichte sie den 19. Platz. Jarmolińska besitzt einen Ph.D. der Informatik.